# Urophyllum minutiflorum
Urophyllum minutiflorum är en måreväxtart som beskrevs av Elmer Drew Merrill. Urophyllum minutiflorum ingår i släktet Urophyllum och familjen måreväxter. Inga underarter finns listade i Catalogue of Life.